# Negrosfruktduva
Negrosfruktduva (Ptilinopus arcanus) är en akut utrotningshotad fågel i familjen duvor. Fågeln är endemisk för ön Negros i Filippinerna.

## Utseende
Negrosfruktduva är en liten fruktduva med färgstark mörkgrön fjäderdräkt och askgrå panna. Den har en distinkt gul orbitalring och gula spetsar på större täckarna och tertialerna vilket ger den ett vingband när vingen är hopslagen. Den har vit strupe medan undergump och undre stjärttäckarna är gula. 

## Systematik och utbredning
Den här fruktduvan är känd från ett enda exemplar, en hona som insamlades på sluttningen av vulkanberget Kanlaon på den norra delen av ön Negros i Filippinerna. En del forskare har föreslagit att den är en tillfälligt uppkommen variant eller en hybrid snarare än en art, men en stor majoritet hävdar att det är en egen art.

## Ekologi
Typexemplaret sköts i ett fruktträd tillsammans med ytterligare en fågel som man misstänkte var dess partner. Trots att detta exemplar påträffades på hög höjd misstänker man att arten ursprungligen levde i malvaskogar på låglandet och drevs till högre höjder när skogarna höggs ned. Ingenting annat är känt om dess ekologi.

## Status och hot
Ingen säker fyndrapport existerar efter upptäckten 1953 och då flera försök att finna den på berget Kanlaon och i kringliggande skogar inte har gett resultat tror många att den är utdöd. En obekräftad rapport av arten från Negros 2002 och faktumet att flera fågelarter som tidigare ansetts vara endemiska för Negros har upptäckts på den närliggande ön Panay ger hopp om att arten fortfarande lever. På grund av detta kategoriserar IUCN arten som akut hotad. Om det finns någon överlevande population så består den troligtvis av färre än 50 individer och är hotad av habitatförstörelse och jakt.